# Poclain EC 1000
Der Hydraulikbagger Poclain EC 1000 wurde vom französischen Baumaschinenhersteller Poclain entwickelt und im Jahre 1970 erstmals auf der Expomat in Paris der Öffentlichkeit vorgestellt. Er erschien in einer Zeit, in der die Seilbagger durch Hydraulikbagger abgelöst wurden und die namhaften Hersteller laufend immer größere Maschinen dieser Art auf den Markt brachten. Poclain gelang 1970 mit dem EC 1000 der Sprung auf Platz 1, sodass der bisher größte Hydraulikbagger RH 60 von Orenstein & Koppel auf Platz 2 verdrängt wurde.
Beeindruckend waren seinerzeit die technischen Daten dieses Baggers. Im Heck des rund 140 Tonnen schweren EC 1000 befanden sich drei Motoren von General Motors oder Deutz, die sich bereits beim HC 300 bewährt hatten. Sie leisteten insgesamt 780 PS und erzeugten an der Schaufel eine Losbrechkraft von 36 Tonnen. Am Ausleger des EC 1000 konnte wahlweise ein Hochlöffel mit 8,7 Kubikmeter Fassungsvermögen oder ein Tieflöffel mit 3 bis 5 Kubikmeter Fassungsvermögen angebracht werden. Für sicheren Stand in unebenem Gelände sorgte ein ausreichend groß dimensioniertes Kettenlaufwerk.
Aufgrund seiner Größe und seiner Leistungsdaten konnte der EC 1000 problemlos die seinerzeit gängigen Muldenkipper und Brecheranlagen befüllen. Der Bagger kam daher sowohl auf großen Erdbaustellen als auch im Tagebau zum Einsatz. Der Kaufpreis war beachtlich und lag 1970 bei ca. 1 Million Franc. Nach der Auslieferung hatten die Kunden allerdings mit vielen Pannen und Kinderkrankheiten zu kämpfen. Insgesamt baute Poclain nur 7 Stück von diesem Typ.